# Église de l'Annonciation de Parme
L’église de l'Annonciation (Chiesa della Santissima Annunziata) est une église catholique située à Parme, en Italie. Elle est consacrée à l'Annonciation de la Vierge Marie.

## Histoire
La construction de l'église franciscaine de l'Annonciation a commencé le 9 mai 1566 d'après le projet de l'architecte Giovanni Battista Fornovo (it), qui a adopté pour un plan ovale, plaçant l'entrée du bâtiment sur l'axe mineur.
Auparavant, sur la même zone se trouvait une ancienne église de plus petites dimensions, dédiée à saint Gervais et saint Protais, qui a été démolie pour faire place à ce nouveau bâtiment franciscain, après que les Farnèse aient occupé leur église, située à l'extérieur des murs, pour construire la citadelle militaire.

## Description
L'entrée de l'église est précédée d'un portique très ample avec trois ordres qui continuent tout autour de l'édifice.
La voûte a été conçue par Fornovo et quand elle s'est effondrée en partie en 1626, l'architecte romain Girolamo Rainaldi s'est limité à la reconstruire.
À l'intérieur, l'expansion se fait dans le sens longitudinal et le volume est ponctué de gros pilastres corinthiens sur lesquels sont greffées les nervures de la voûte. Dix chapelles latérales s'ouvrent entre les pilastres, cinq de chaque côté entre l'entrée et le maître-autel.
Les différentes statues et décorations en stuc sont des frères Luca et Giovan Battista Reti.
Parmi les peintures conservées dans l'église figure dans  l'abside un grand retable, une Vierge à l'Enfant et Saints datant de 1518.